# Azy-le-Vif
 Azy-le-Vif  es una población y comuna francesa, situada en la región de Borgoña, departamento de Nièvre, en el distrito de Nevers y cantón de Saint-Pierre-le-Moûtier.

## Demografía
| 397 | 332 | 253 | 256 | 227 | 227 |
| Para los censos de 1962 a 1999 la población legal corresponde a la población sin duplicidades (Fuente: INSEE [Consultar]) |     |     |     |     |     |